# Moulin des Huttes
De Moulin des Huttes (of: Moulin Lebriez)  is een standerdmolen in de gemeente Grevelingen, gelegen in de buurtschap Les Huttes, in het Franse Noorderdepartement.

## Geschiedenis

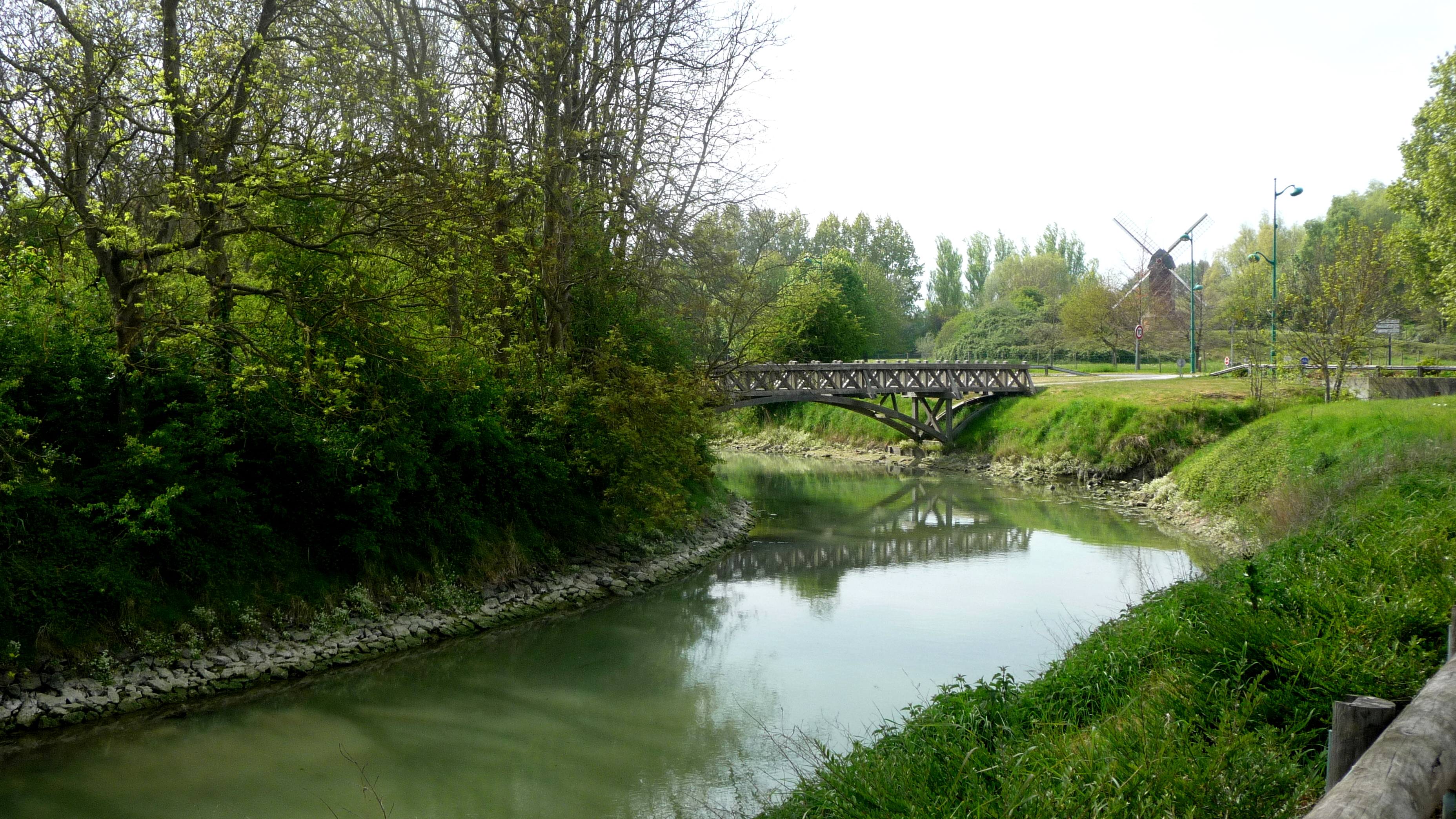

Het betreft een kleine windmolen, waarvan de spanwijdte van de wieken slechts 16 meter bedraagt. Het molenhuis heeft een grondvlak van 3,55 bij 3,40 meter. Hij werd in 1932 gebouwd door molenmaker Eugène Roos uit Calais en diende voor het vervaardigen van veevoer. Mede vanwege zijn kleine afmetingen werd de molen in zijn korte geschiedenis driemaal verplaatst.
In 1944 werd de molen verlaten, waarop deze werd aangekocht door molenaar Philléas Lebriez, waaraan de molen een van zijn namen te danken heeft. Lebriez verplaatste de molen in 1946 naar een vlakke plaats, waar veel wind was. Daar functioneerde de molen, totdat Lebriez in 1966 door een verkeersongeval overleed. Aangezien hij al voelde aankomen dat de bedrijfsvoering op termijn niet rendabel kon worden voortgezet, vermaakte hij de molen aan de gemeente Grevelingen. In 1968 vond een restauratie plaats.
Door de aanleg van grootschalige haven- en industrieterreinen kwam de molen geïsoleerd te liggen en werd een prooi van vandalisme. Daarom werd de molen in 1980 opnieuw verplaatst, waarbij het molenhuis in zijn geheel werd getransporteerd, en op de originele standerd, een voormalige scheepsmast, werd gemonteerd. In 1982 kon de molen, met op de achtergrond de Kerncentrale Grevelingen, weer draaien.
Vanaf 2008 werd de molen opnieuw verwaarloosd, en in 2012 waren hernieuwde restauratiewerkzaamheden nodig. Deze kwamen echter slechts langzaam op gang.